# Бриллиантовое кольцо

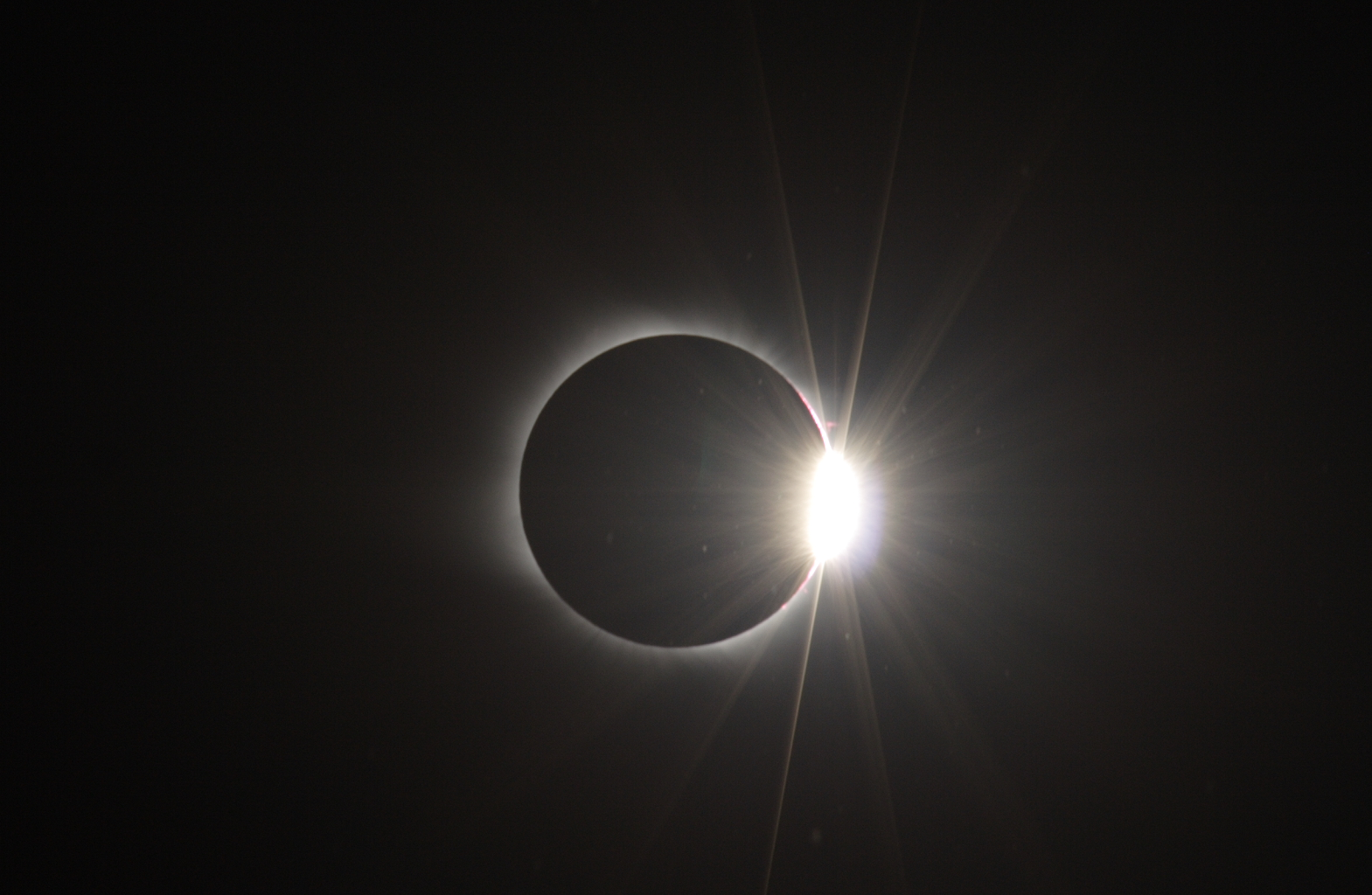
Бриллиантовое кольцо во время полного солнечного затмения 1 августа 2008 года в Новосибирске

Бриллиантовое кольцо — оптический эффект, который наблюдается за мгновение до начала полной фазы солнечного затмения либо через мгновение после её окончания. Когда последние лучи солнечного света проходят через долины края лунного диска, на небе как будто вспыхивает кольцо со сверкающим бриллиантом. Явление продолжается около двух секунд.
Солнечный серпик постепенно сошёл на нет, резко вспыхнуло бриллиантовое кольцо, которое держалось продолжительное время, затем вокруг Солнца появилось мерцающее ожерелье.
Самым ранним реалистичным изображением бриллиантового кольца считается картина немецкого художника Космаса Дамиана Азама, законченная в 1735 году.